# Hlebine
Hlebine is een gemeente in de Kroatische provincie Koprivnica-Križevci.
Hlebine telt 1470 inwoners. De oppervlakte bedraagt 30,94 km², de bevolkingsdichtheid is 47,5 inwoners per km².
Steden (gradovi): Koprivnica · Đurđevac · Križevci

Gemeenten (općine): Drnje · Đelekovec · Ferdinandovac · Gola · Gornja Rijeka · Hlebine · Kalinovac · Kalnik · Kloštar Podravski · Koprivnički Bregi · Koprivnički Ivanec · Legrad · Molve · Novigrad Podravski · Novo Virje · Peteranec · Podravske Sesvete · Rasinja · Sokolovac · Sveti Ivan Žabno · Sveti Petar Orehovec · Virje